# تیم ملی فوتبال جزایر سلیمان
تیم ملی فوتبال جزایر سلیمان نمایندهٔ کشور جزایر سلیمان در مسابقات بین‌المللی است که زیر نظر فدراسیون فوتبال جزایر سلیمان فعالیت می‌کند.
اولین بازی رسمی این تیم در تاریخ ۳۰ اوت ۱۹۶۳ میلادی در برابر تیم ملی فوتبال وانواتو برگزار شده‌است.